# Joe Cocker

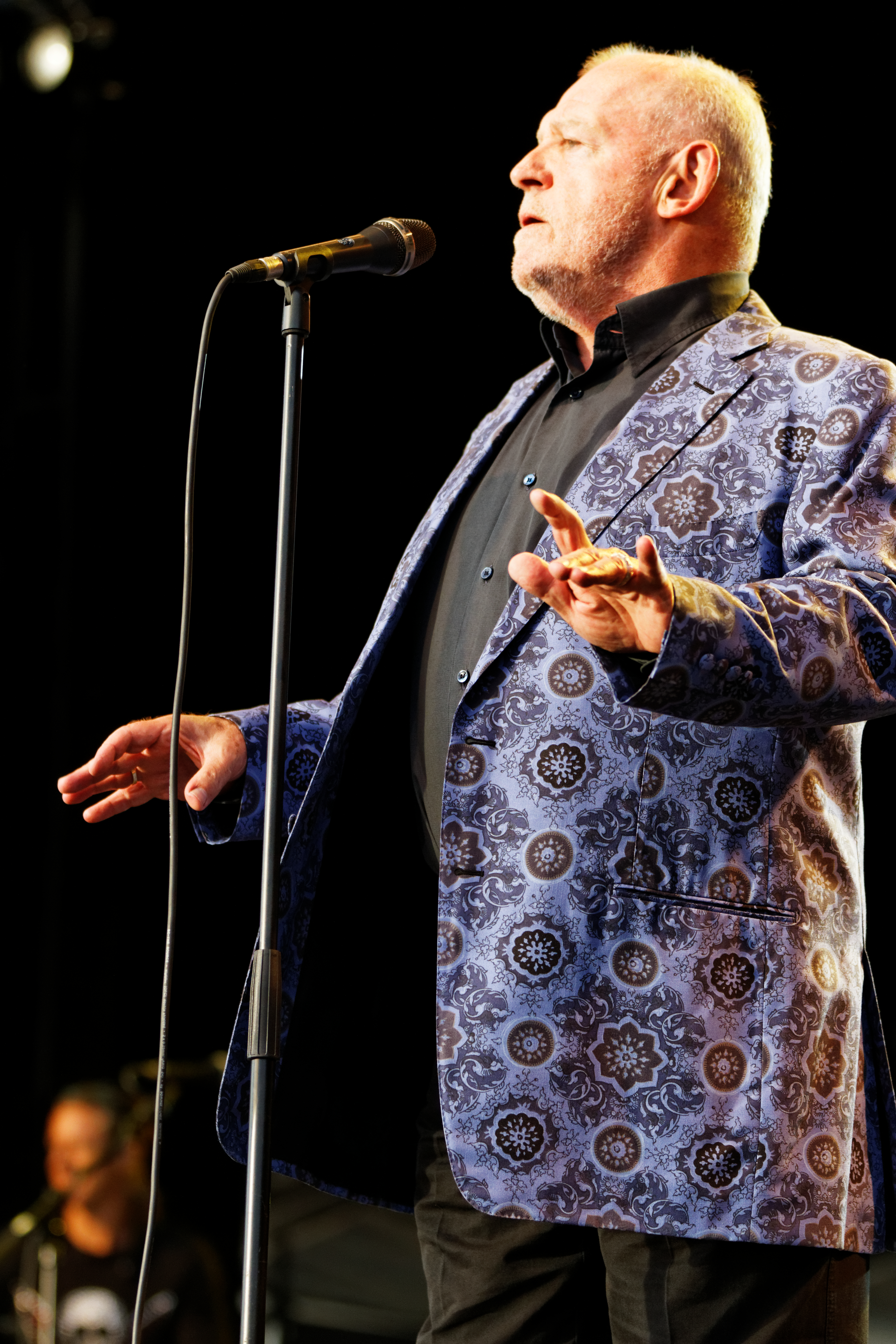
Joe Cocker (2013)

John Robert „Joe“ Cocker, OBE (* 20. Mai 1944 in Sheffield, England; † 22. Dezember 2014 in Crawford, Colorado, USA) war ein britischer Rock- und Blues-Sänger.

## Leben

### Von 1944 bis Ende der 1960er Jahre

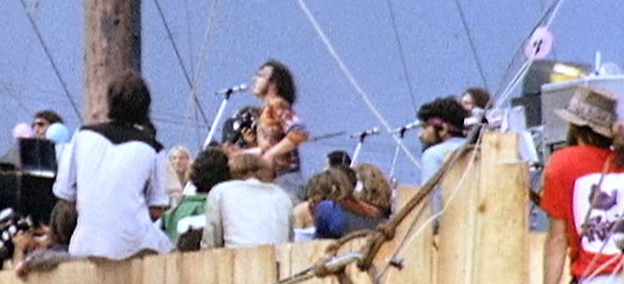
Cocker mit der Grease Band beim Woodstock-Festival (1969)

John „Joe“ Cocker wuchs zusammen mit seinem drei Jahre älteren Bruder (Vic) in seinem Geburtsort Sheffield im West Riding of Yorkshire auf. Mit 16 Jahren verließ er die Schule.
Der gelernte Gasinstallateur begann seine Musikerkarriere im Alter von 15 Jahren in mehreren kleineren Bands in seiner Heimatstadt. Seine erste Band war „Vance Arnold and the Avengers“ (sein Künstlername war Vance Arnold), die immerhin einen Auftritt der Rolling Stones eröffnete. Die nächste Band hieß „Big Blues“ (1963). Damals unterzeichnete Joe Cocker einen Vertrag bei Decca Records, veröffentlichte seine erste Single mit dem Lennon/McCartney-Titel I’ll Cry Instead (1964), beendete nach fünf Jahren seine Installateurtätigkeit und gründete schließlich The Grease Band (1966). 1968 schaffte er es zum ersten Mal mit seiner Musik in die britischen Singlecharts. Der Song Marjorine, den er zusammen mit Chris Stainton komponiert hatte, kletterte im Mai 1968 bis Platz 48.
Der große Durchbruch gelang ihm dann Ende 1968 mit einer von Denny Cordell aufgenommenen Coverversion des Beatles-Liedes With a Little Help from My Friends, Platz 1 im Vereinigten Königreich, in Deutschland Rang 3. Um Finanzen oder Verträge kümmerte sich Cocker zunächst nur sehr nachlässig, so dass er im selben Jahr eine 56-tägige US-Tournee absolvieren musste, obwohl er sich gerade von seiner Band getrennt hatte und aufgrund der Vertragsbedingungen kaum finanziellen Nutzen daraus ziehen konnte. Seine Manager ließen ihn auf zahlreichen Festivals auftreten, um ihn zu bewerben.
Im August 1969 eröffnete er den dritten Tag des Woodstock-Festivals. Seine gefühlvoll zappelnde und zuckende Bühnengestik, die er vor dem Mikrofon pflegte, wurde von da an sein Markenzeichen. Während des Gitarrensolos von With a Little Help from My Friends bildete er die Musik unbewusst mit bloßen Händen nach und prägte so die Bewegungsformen der Luftgitarre. Nach manchen Presseberichten soll seine Motorik durch Kinderlähmung gehemmt gewesen sein, „was die einzigartigen Zuckungen und Greifbewegungen“ zur Folge gehabt habe. Cocker selbst äußerte sich demgegenüber, Ausgangspunkt seiner eigentümlichen Bewegungen sei die Orientierung an denen seines Vorbildes Ray Charles gewesen. An anderer Stelle erklärte er, sein Auftreten entspringe der Verlegenheit, vor einem Standmikrofon gezwungen zu sein, „an einer Stelle stehen zu bleiben und dort irgend etwas zu tun“.
Ebenfalls 1969 trat er in den USA in der Ed Sullivan Show auf.

### In den 1970er Jahren

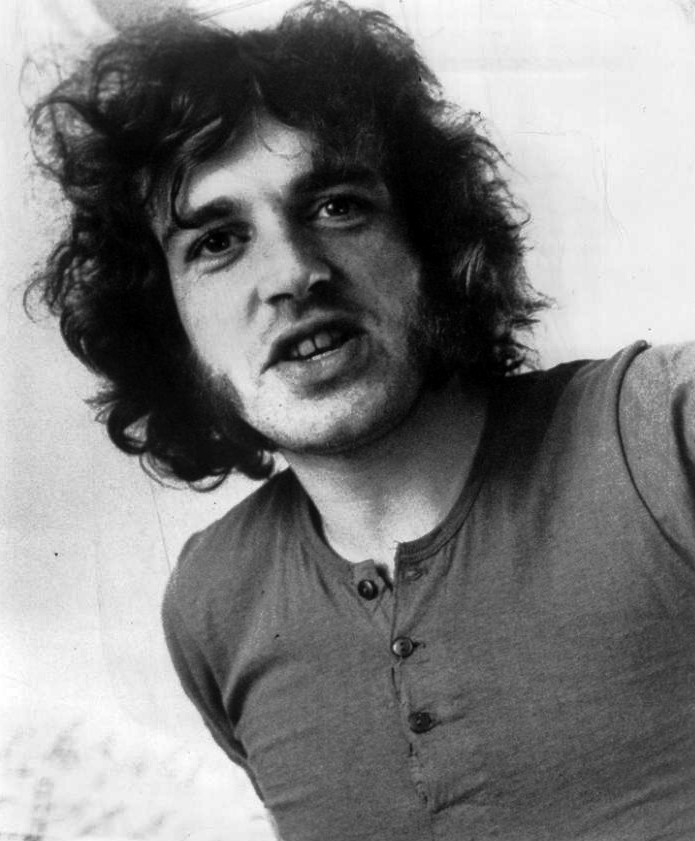
Cocker (1970)

Auch ein Großteil seiner weiteren Plattenerfolge waren Cover-Versionen wie She Came In Through the Bathroom Window, ebenfalls von den Beatles, oder The Letter von The Box Tops, beide 1970. Andere frühe Hits hatte Cocker mit Cry Me a River (1970), im Original 1955 von Julie London, Dave Masons Feelin’ Alright (1969/1972) und das von Billy Preston und Bruce Fisher geschriebene You Are so Beautiful (1974), die sich allesamt, teilweise als Live-Versionen, in den Top-40 der US-Billboard-Charts platzieren konnten.
Ein wichtiger Songwriter für Cocker war Leon Russell, der für ihn unter anderem den britischen Top-Ten-Hit Delta Lady im Jahre 1969 komponierte, die als Mad Dogs & Englishmen bekannte Tournee organisierte und auch selbst als Gitarrist und Keyboarder zur Band gehörte. Während dieser 56-tägigen Tour quer durch die USA, von Detroit nach San Bernardino (Kalifornien), spielte Cocker 1970 zusammen mit einer Big Band von 40 Musikern das gleichnamige Live-Album ein, das in Großbritannien bis auf Platz 16 der LP-Charts kam. Diese Tournee wurde auch verfilmt und kam als Konzertfilm mit demselben Titel in die Kinos.
Zusammen mit dem ebenfalls 1944 in Sheffield geborenen Bassisten Chris Stainton verfasste Cocker aber auch eigene Songs. Stainton war schon in Cockers frühen Bands Mitglied, gehörte zur Live-Formation beim Woodstock-Festival und auf der Mad Dogs & Englishmen Tour, und war bis einschließlich des 1972 erschienenen Albums Something to Say an nahezu allen Aufnahmen beteiligt. Während dieser Zusammenarbeit entstanden Lieder wie High Time We Went (Platz 22 in den USA), Pardon Me Sir oder Woman to Woman, dessen Groove und markantes Piano-Riff unter anderem von 2Pac in dessen 1996er Top-Hit California Love gesampelt wurde.

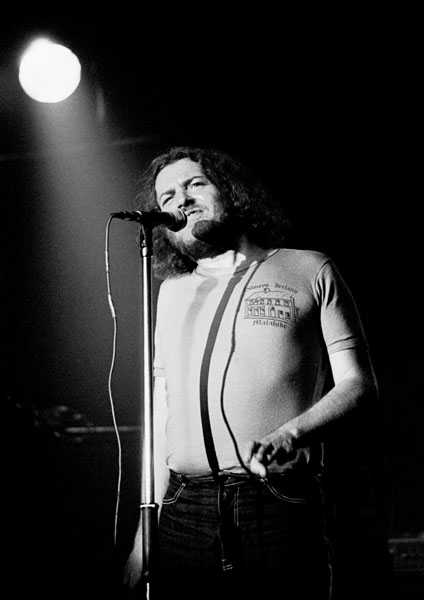
Cocker in Dublin (1980)

Anfang der 1970er Jahre bekam Cocker Probleme mit verschiedenen Suchtmitteln, was sich negativ auf die Qualität und den Verkauf seiner Musik auswirkte. Nach seinen ersten Erfolgen hatte er bald wieder Geldprobleme. Laut eigener Aussage vergaß Cocker zudem einen 100.000 Dollar-Scheck in einer Jeans, die seine Mutter in der Waschmaschine gewaschen hatte. Er habe sich auch nicht darum bemüht, einen Ersatzscheck zu bekommen, weil er drogenabhängig war.
Jahrelang nahm er nichts Neues auf, sondern tourte permanent, um seine Rechnungen zahlen zu können. Psychische Probleme machten seine Konzerte oftmals zu einem Risiko und führten 1974 sogar zu einem Haftaufenthalt. Wegen dieses Haftaufenthaltes aufgrund von verschiedenen Straftaten (unter anderem Drogendelikten und Körperverletzung) konnte ein Konzert in Wien nicht stattfinden.

### Seit den 1980er Jahren
1981 ging er eine Kooperation mit den Crusaders ein. Er veröffentlichte den Titel I’m So Glad I’m Standing Here Today und das Album Sheffield Steel (1982). Cocker landete in den folgenden Jahren mehrere große Charts-Hits wie When The Night Comes (US Platz 11), N’oubliez jamais, Unchain My Heart (von Bobby Sharp) oder Up Where We Belong im Duett mit Jennifer Warnes (Platz 1 in den USA, 7 im UK, 6 in D). Randy Newmans You Can Leave Your Hat On wurde in Cockers Version 1986 weltberühmt. Der Song wurde im US-Erotikfilm 9½ Wochen gespielt.
Ebenfalls 1987 kam es zur Zusammenarbeit mit dem deutschen Rocksänger und Komponisten Klaus Lage sowie dem Sänger, Komponisten, Liedermacher und Texter Diether Dehm. Unter anderem entstand der Titelsong Now, That You’re Gone für die WDR-Kinoproduktion Zabou. Im Jahr 1988 durfte Cocker als einer von wenigen westlichen Musikern zweimal vor insgesamt 170.000 Menschen in der DDR auftreten, nämlich in Berlin und in Dresden, wo seitdem die Cockerwiese im Volksmund seinen Namen trägt. 1989, drei Tage nach dem Mauerfall, trat er bei dem Konzert für Berlin auf. Im Jahr 1991 schrieb ihm Prince den Song Five Women, den Cocker auf seinem Album Night Calls veröffentlichte. 1995 sang Cocker den Bier-Werbesong Sail Away (im Original von Hans Hartz) für die Bremer Brauerei Beck’s. 1996 trat er in der Fernsehproduktion Crossroads zusammen mit der Kelly Family auf. Unter anderem präsentierte er dort Up Where We Belong zusammen mit Kathy Kelly.

### Ab den 2000er Jahren
2002 trat Cocker zusammen mit Phil Collins und Brian May bei der Party at the Palace auf, die anlässlich des goldenen Thronjubiläums von Königin Elisabeth II. stattfand.

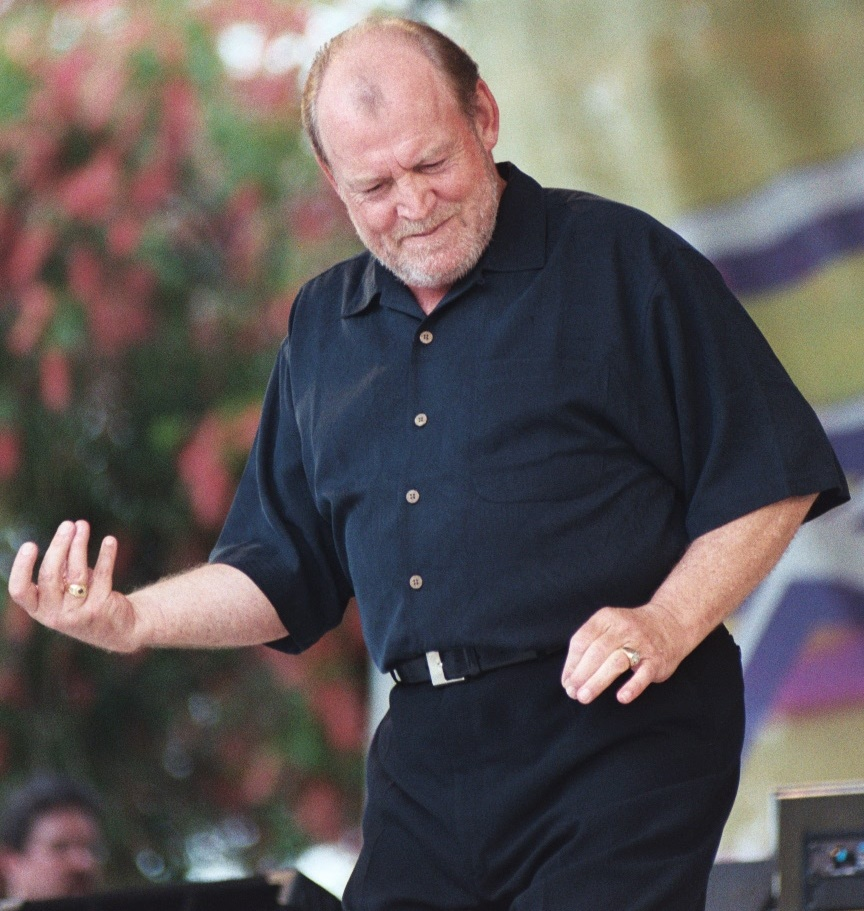
Cocker mit typischer Bühnengestik (2003)

Am 16. Juni 2007 wurde Cocker von Königin Elisabeth II. zum Officer of the Order of the British Empire (OBE) ernannt und am 22. September 2007 im Rahmen des SWR3 New Pop Festivals für sein Lebenswerk mit dem „Pioneer of Pop“ ausgezeichnet. Ebenfalls 2007 war Cocker im US-Filmmusical Across the Universe in einer Nebenrolle als Tramp, Zuhälter und Hippie zu sehen und dabei zum ersten Mal als Filmschauspieler tätig.
Das im Oktober 2010 veröffentlichte Album Hard Knocks erreichte auf Anhieb die Spitze der deutschen Charts. Im Februar 2013 erhielt er die Goldene Kamera für sein Lebenswerk. Dem 2012 veröffentlichten Studioalbum Fire It Up folgte eine ausgedehnte Tournee, die im Frühjahr 2013 in Europa begann und im September 2013 in Deutschland endete. Allein in Deutschland spielte Cocker dabei 25 Konzerte. Das Konzert vom 22. April 2013 in der Kölner Lanxess Arena wurde später komplett auf CD und DVD unter dem Titel Fire it up Live veröffentlicht. Das Abschlusskonzert der Tournee und gleichzeitig Cockers letzter Live-Auftritt fand am 7. September 2013 auf der Freilichtbühne Loreley bei Sankt Goarshausen statt. In den folgenden Monaten verschlechterte sich sein Gesundheitszustand rapide. Joe Cocker, der bis 1991 starker Raucher gewesen war, starb im Dezember 2014 im Alter von 70 Jahren in seinem Haus in Crawford an den Folgen von Lungenkrebs.

## Mad Dog Ranch
Am 11. Oktober 1987 heiratete Cocker die US-amerikanische Erzieherin Pam Baker, die er 1979 kennengelernt hatte, und lebte danach zurückgezogen mit ihr in Crawford, Colorado, wo er eine Ranch namens Mad Dog Ranch mit knapp 100 Hektar Grundbesitz betrieb. Er besaß dort auch eine Eisdiele, die seine Frau führte. 1999 gründete er zusammen mit seiner Frau eine karitative Stiftung, die „Cocker Kids’ Foundation“, die sich mit Sport-, Schul- und Kulturprojekten für Kinder aus dem Landkreis, in dem sich Cockers Ranch befindet, engagiert.

## Diskografie
Studioalben

| Jahr | Titel                                           | Höchstplatzierung, Gesamtwochen/‑monate, AuszeichnungChartplatzierungen (Jahr, Titel, Platzierungen, Wochen/Monate, Auszeichnungen, Anmerkungen) | Höchstplatzierung, Gesamtwochen/‑monate, AuszeichnungChartplatzierungen (Jahr, Titel, Platzierungen, Wochen/Monate, Auszeichnungen, Anmerkungen) | Höchstplatzierung, Gesamtwochen/‑monate, AuszeichnungChartplatzierungen (Jahr, Titel, Platzierungen, Wochen/Monate, Auszeichnungen, Anmerkungen) | Höchstplatzierung, Gesamtwochen/‑monate, AuszeichnungChartplatzierungen (Jahr, Titel, Platzierungen, Wochen/Monate, Auszeichnungen, Anmerkungen) | Höchstplatzierung, Gesamtwochen/‑monate, AuszeichnungChartplatzierungen (Jahr, Titel, Platzierungen, Wochen/Monate, Auszeichnungen, Anmerkungen) | Anmerkungen                                                   |
| Jahr | Titel                                           | DE | AT | CH | UK | US | Anmerkungen                                                   |
| ---- | ----------------------------------------------- | --- | --- | --- | --- | --- | ------------------------------------------------------------- |
| 1969 | Joe Cocker / With a Little Help from My Friends | DE82 (3 Wo.)DE | — | — | UK29 (4 Wo.)UK | US35 Gold · (37 Wo.)US | Erstveröffentlichung: 23. April 1969 Verkäufe: + 500.000      |
| 1969 | Joe Cocker!                                     | — | — | — | — | US11 Gold · (53 Wo.)US | Erstveröffentlichung: 7. November 1969 Verkäufe: + 500.000    |
| 1972 | Something to Say                                | DE50 (1 Mt.)DE | — | — | — | US30 (21 Wo.)US | Erstveröffentlichung: November 1972                           |
| 1974 | I Can Stand a Little Rain                       | — | — | — | — | US11 (36 Wo.)US | Erstveröffentlichung: August 1974                             |
| 1975 | Jamaica Say You Will                            | — | — | — | — | US42 (10 Wo.)US | Erstveröffentlichung: April 1975                              |
| 1976 | Stingray                                        | — | — | — | — | US70 (10 Wo.)US | Erstveröffentlichung: April 1976                              |
| 1978 | Luxury You Can Afford                           | — | — | — | — | US76 (13 Wo.)US | Erstveröffentlichung: August 1978                             |
| 1982 | Sheffield Steel                                 | DE46 (13 Wo.)DE | — | — | — | US105 (23 Wo.)US | Erstveröffentlichung: 22. Mai 1982 Verkäufe: + 170.000        |
| 1984 | Civilized Man                                   | DE7 Gold · (29 Wo.)DE | AT19 (½ Mt.)AT | CH5 (13 Wo.)CH | UK100 (1 Wo.)UK | US133 (9 Wo.)US | Erstveröffentlichung: 14. Mai 1984 Verkäufe: + 300.000        |
| 1986 | Cocker                                          | DE4 Platin · (36 Wo.)DE | AT15 (3½ Mt.)AT | CH3 Gold · (26 Wo.)CH | — | US50 (18 Wo.)US | Erstveröffentlichung: 25. Februar 1986 Verkäufe: + 595.000    |
| 1987 | Unchain My Heart                                | DE2 ×3Dreifachgold · (43 Wo.)DE | AT5 Platin · (11½ Mt.)AT | CH6 ×2Doppelplatin · (15 Wo.)CH | — | US89 (27 Wo.)US | Erstveröffentlichung: 9. Oktober 1987 Verkäufe: + 1.260.000   |
| 1989 | One Night of Sin                                | DE2 Gold · (33 Wo.)DE | AT1 Platin · (11 Mt.)AT | CH1 Platin · (23 Wo.)CH | — | US52 (30 Wo.)US | Erstveröffentlichung: 5. Juni 1989 Verkäufe: + 410.000        |
| 1991 | Night Calls                                     | DE6 Platin · (40 Wo.)DE | AT4 Gold · (16 Wo.)AT | CH5 Platin · (27 Wo.)CH | UK25 Silber · (14 Wo.)UK | US111 (10 Wo.)US | Erstveröffentlichung: 7. Oktober 1991 Verkäufe: + 925.000     |
| 1994 | Have a Little Faith                             | DE3 Platin · (34 Wo.)DE | AT2 Gold · (17 Wo.)AT | CH2 Platin · (26 Wo.)CH | UK9 Gold · (21 Wo.)UK | — | Erstveröffentlichung: 2. September 1994 Verkäufe: + 1.032.500 |
| 1996 | Organic                                         | DE5 Gold · (21 Wo.)DE | AT4 (16 Wo.)AT | CH8 Gold · (11 Wo.)CH | UK49 (2 Wo.)UK | — | Erstveröffentlichung: 29. Oktober 1996 Verkäufe: + 382.500    |
| 1997 | Across from Midnight                            | DE3 Platin · (48 Wo.)DE | AT3 Gold · (20 Wo.)AT | CH4 ×3Dreifachgold · (28 Wo.)CH | UK94 (1 Wo.)UK | — | Erstveröffentlichung: 29. August 1997 Verkäufe: + 1.075.000   |
| 1999 | No Ordinary World                               | DE3 Platin · (21 Wo.)DE | AT5 (11 Wo.)AT | CH4 Gold · (14 Wo.)CH | UK63 (1 Wo.)UK | — | Erstveröffentlichung: 9. September 1999 Verkäufe: + 450.000   |
| 2002 | Respect Yourself                                | DE3 (14 Wo.)DE | AT12 (7 Wo.)AT | CH5 Gold · (18 Wo.)CH | UK51 (2 Wo.)UK | — | Erstveröffentlichung: 10. Mai 2002 Verkäufe: + 120.000        |
| 2004 | Heart & Soul                                    | DE14 (11 Wo.)DE | AT23 (9 Wo.)AT | CH17 (7 Wo.)CH | — | US61 (3 Wo.)US | Erstveröffentlichung: 27. September 2004                      |
| 2007 | Hymn for My Soul                                | DE8 (12 Wo.)DE | AT9 (8 Wo.)AT | CH4 Gold · (15 Wo.)CH | UK9 Silber · (7 Wo.)UK | — | Erstveröffentlichung: 30. März 2007 Verkäufe: + 85.000        |
| 2010 | Hard Knocks                                     | DE1 Platin · (29 Wo.)DE | AT4 (13 Wo.)AT | CH2 (10 Wo.)CH | UK61 (1 Wo.)UK | — | Erstveröffentlichung: 1. Oktober 2010 Verkäufe: + 210.000     |
| 2012 | Fire It Up                                      | DE5 ×3Dreifachgold · (50 Wo.)DE | AT9 (9 Wo.)AT | CH5 (14 Wo.)CH | UK17 (2 Wo.)UK | — | Erstveröffentlichung: 16. November 2012 Verkäufe: + 300.000   |

grau schraffiert: keine Chartdaten aus diesem Jahr verfügbar

## Auszeichnungen
- 1983: Grammy Award im Bereich Pop mit Jennifer Warnes. Beste Darbietung eines Duos oder einer Gruppe mit Gesang mit dem Song „Up Where We Belong“.
- 1996: Goldene Kamera, Bester Musiker
- 2007: Offizier, Order of the British Empire (OBE)
- 2007: SWR „Pioneers of Pop“-Award auf dem SWR3-New Pop Festival für sein Lebenswerk
- 2013: Die Goldene Kamera in der Kategorie „Musik Lebenswerk“

- 1988 Nominierung: Grammy Award for Best Solo Rock Vocal Performance
- 1989/1990/1991 Nominierungen: Grammy Award for Best Male Rock Vocal Performance
- 1993 Nominierung: Brit Award Kategorie „British male solo artist“[25]
- Nominierungen Echo: 1998, 1999, 2013, 2014
- Mojo: „Top 100 Singers Of All Time“, Rang 58, 1999[26]
- Rolling Stone: „Die 100 größten Sänger aller Zeiten“ (100 Greatest Singers of All Time), Rang 97, 2008[27]